# Costa-ricanische Männer-Handballnationalmannschaft
Die costa-ricanische Männer-Handballnationalmannschaft repräsentiert den Handballverband Costa Ricas als Auswahlmannschaft auf internationaler Ebene bei Länderspielen im Handball gegen Mannschaften anderer nationaler Verbände.

## Geschichte
Die Federación Costarricense de Balonmano ist seit 1992 Mitglied in der Internationalen Handballföderation (IHF). Auf kontinentaler Ebene war sie Mitglied in der Pan-American Team Handball Federation. Seit der Aufteilung in zwei Verbände gehört sie der Süd- und zentralamerikanischen Handballkonföderation (SCAHC) an. Für ein großes Turnier konnte sich die Auswahl bisher nicht qualifizieren.

## Internationale Großereignisse

### Olympische Spiele
Bisher keine Teilnahme.

### Weltmeisterschaften
Bisher keine Teilnahme.

### Panamerikameisterschaften
An der Handball-Panamerikameisterschaft der Männer nahm Costa Rica einmal teil. Sie diente als Qualifikation zur Handball-Weltmeisterschaft der Männer. Die Panamerikameisterschaften wurden 2020 abgelöst von den Süd- und zentralamerikanischen Handballmeisterschaften und den Nordamerikanischen und karibischen Handballmeisterschaften.
- Panamerikameisterschaft 1980: nicht teilgenommen
- Panamerikameisterschaft 1981: nicht teilgenommen
- Panamerikameisterschaft 1983: nicht teilgenommen
- Panamerikameisterschaft 1985: nicht teilgenommen
- Panamerikameisterschaft 1989: nicht teilgenommen
- Panamerikameisterschaft 1994: nicht teilgenommen
- Panamerikameisterschaft 1996: 8. Platz (von 8 Mannschaften)
- Panamerikameisterschaft 1998: nicht teilgenommen
- Panamerikameisterschaft 2000: nicht teilgenommen
- Panamerikameisterschaft 2002: nicht teilgenommen
- Panamerikameisterschaft 2004: nicht teilgenommen
- Panamerikameisterschaft 2006: nicht teilgenommen
- Panamerikameisterschaft 2008: nicht teilgenommen
- Panamerikameisterschaft 2010: nicht teilgenommen
- Panamerikameisterschaft 2012: nicht teilgenommen
- Panamerikameisterschaft 2014: nicht teilgenommen
- Panamerikameisterschaft 2016: nicht teilgenommen
- Panamerikameisterschaft 2018: nicht teilgenommen

### Zentralamerikameisterschaft
Die Zentralamerikameisterschaft dient als Qualifikation für die Süd- und zentralamerikanische Handballmeisterschaft der Männer.
- Zentralamerikameisterschaft 2015: 2. Platz (von 5 Mannschaften)
- Zentralamerikameisterschaft 2021: 1. Platz (von 3 Mannschaften)
- Zentralamerikameisterschaft 2023: 1. Platz (von 5 Mannschaften)

### Süd- und zentralamerikanische Handballmeisterschaft
Seit der Austragung 2020 sind jeweils die besten drei Mannschaften der Süd- und zentralamerikanischen Handballmeisterschaft der Männer für die Weltmeisterschaft im Folgejahr qualifiziert.
- Süd- und zentralamerikanische Meisterschaft 2020: nicht teilgenommen
- Süd- und zentralamerikanische Meisterschaft 2022: 6. Platz (von 7 Mannschaften)
- Süd- und zentralamerikanische Meisterschaft 2024: 6. Platz (von 6 Mannschaften)

### Zentralamerikaspiele
Die Zentralamerikaspiele dienen als Qualifikation für die Zentralamerika- und Karibikspiele. Im Jahr 2017 wurde die Auswahl nach Siegen über Nicaragua, Honduras und El Salvador sowie einer Niederlage gegen Guatemala Zweite des Wettbewerbs.
- Zentralamerikanische Spiele 2001: 3. Platz (von 4 Mannschaften)
- Zentralamerikanische Spiele 2010: 4. Platz (von 5 Mannschaften)
- Zentralamerikanische Spiele 2013: 3. Platz (von 5 Mannschaften)
- Zentralamerikanische Spiele 2017: 2. Platz (von 5 Mannschaften)

### Zentralamerika- und Karibikspiele
Bei den Zentralamerika- und Karibikspielen gelang Costa Rica 2018 ein 31:17-Sieg über Honduras im Spiel um Platz 7. Im Jahr 2023 erreichte man ein 32:32-Unentschieden gegen Venezuela in der Vorrunde und einen 34:29-Sieg über Nicaragua in der Platzierungsrunde.
- Zentralamerika- und Karibikspiele 2018: 7. Platz (von 8 Mannschaften)
- Zentralamerika- und Karibikspiele 2023: 6. Platz (von 8 Mannschaften)

### Panamerikanische Spiele
Bisher keine Teilnahme.

### Südamerikaspiele
Bisher keine Teilnahme.

## IHF South and Central American Emerging Nations Championship
Bei der vom Weltverband ausgerichteten IHF South and Central American Emerging Nations Championship nahm Costa Rica bisher einmal teil. Nach zwei Siegen in der Vorrunde scheiterte die Mannschaft im anschließenden Viertelfinale an Paraguay und schloss das Turnier nach zwei weiteren Siegen auf dem 5. Platz ab.
- IHF South and Central American Emerging Nations Championship 2018: 5. Platz (von 11 Mannschaften)